# 藤原敦信
藤原 敦信（ふじわら の あつのぶ）は、平安時代中期の貴族・歌人。概ね10世紀末頃から11世紀中頃までにかけて活動していた。藤原式家。因幡守・藤原令茂（合茂）の子。官位は正五位下（または正四位下）・山城守。

## 経歴
円融朝で文章生となり、敦良親王の読書始に列席する等の活動を行っていた。藤原式家の院政期における儒文確立の礎を築く等の活躍をしている。晩年の様子については不詳であるが、不遇で出家したようである。

## 官歴
- 長保5年（1003年） 5月16日：前肥後守[1]
- 長和元年（1013年） 12月24日：見山城守正五位下[2]

## 系譜
- 父：藤原令茂（合茂）
- 母：源等の娘
- 妻：良峯氏（または橘恒平の娘）
  - 男子：藤原明衡（989-1066）